# جمهوری شوروی سوسیالیستی لتونی
جمهوری سوسیالیستی لتونی شوروی یا لتونی شوروی، یکی از ۱۵ جمهوری تشکیل‌دهندهٔ اتحاد جماهیر شوروی بود.
این جمهوری، در سال ۱۹۴۰، پس از اشغال آن توسط ارتش اتحاد جماهیر شوروی و ضمیمه‌شدن آن به خاک این کشور تشکیل شد. بین سال‌های ۱۹۴۱ تا ۱۹۴۴ و در طی جنگ جهانی دوم، این جمهوری توسط ارتش آلمان اشغال شد. اما پس از عقب‌نشینی آلمان‌ها، دوباره تحت سلطهٔ اتحاد جماهیر شوروی قرار گرفت.
پارلمان لتونی، در ۴ مه ۱۹۹۰ استقلال لتونی را از اتحاد جماهیر شوروی تصویب کرد. استقلال کامل این جمهوری در تاریخ ۲۱ اوت ۱۹۹۱ روی داد.